# Teorema de Commandino

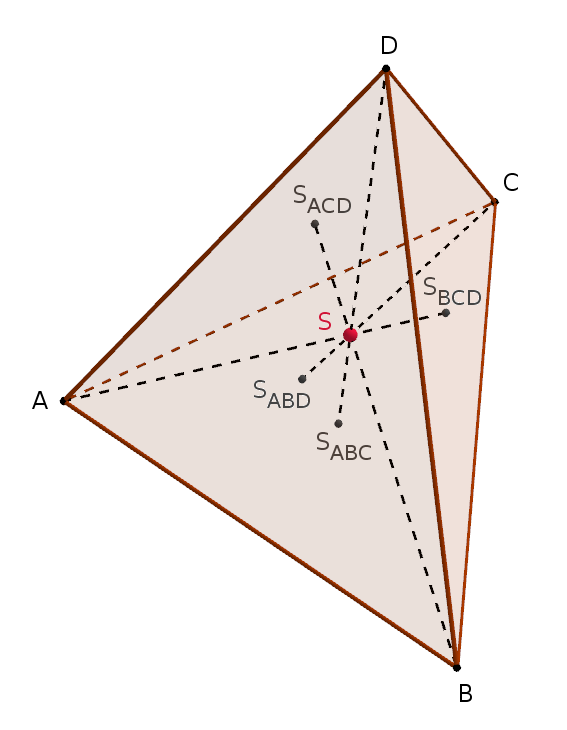
Las medianas de un tetraedro intersecándose en un punto S, tal que

El teorema de Commandino, que lleva el nombre de Federico Commandino (1509–1575), afirma que las cuatro medianas de un tetraedro son concurrentes en un punto S, que las divide en una proporción de 3:1. En un tetraedro, una mediana es un segmento de línea que conecta un vértice con el centroide de la cara opuesta, es decir, el centroide del triángulo opuesto. El punto S se conoce como el centroide del tetraedro.
El teorema se atribuye a Commandino, quien afirmó en su trabajo De Centro Gravitatis Solidorum (El centro de gravedad de los sólidos, 1565), que las cuatro medianas del tetraedro son concurrentes. Sin embargo, según el erudito del siglo XIX Guillaume Libri, Francesco Maurolico (1494-1575) afirmó haber encontrado el resultado antes. Libri de todas maneras pensó que Leonardo da Vinci lo había conocido incluso antes, y parecía haberlo usado en su trabajo. Julian Coolidge compartió esa evaluación, pero señaló que no podía encontrar ninguna descripción explícita o tratamiento matemático del teorema en las obras de da Vinci. Otros eruditos han especulado que el resultado ya podría haber sido conocido por los matemáticos griegos desde la antigüedad.